# Ikue Ōtani
Ikue Ōtani (Ootani Ikue), född 18 augusti 1965, är en japansk skådespelare. Hon är mest känd för att ha gjort rösten till Pikachu. Hon har även gjort rösten till Tony Tony Chopper i One Piece, Oshare-chan i Hamtaro och Konohamaru i Naruto. 